# Gumlösa socken
Gumlösa socken i Skåne ingick i Västra Göinge härad, ingår sedan 1974 i Hässleholms kommun och motsvarar från 2016 Gumlösa distrikt.
Socknens areal är 25,70 kvadratkilometer varav 25,42 land. År 2000 fanns här 249 invånare. Sinclairsholms slott samt kyrkbyn Gumlösa med sockenkyrkan Gumlösa kyrka ligger i socknen.

## Administrativ historik
Socknen har medeltida ursprung. 
Vid kommunreformen 1862 övergick socknens ansvar för de kyrkliga frågorna till Gumlösa församling och för de borgerliga frågorna bildades Gumlösa landskommun. Landskommunen uppgick 1952 i Vinslövs landskommun som 1974 uppgick i Hässleholms kommun. Församlingen uppgick 2006 i Vinslövs församling.
1 januari 2016 inrättades distriktet Gumlösa, med samma omfattning som församlingen hade 1999/2000.  
Socknen har tillhört län, fögderier, tingslag och domsagor enligt vad som beskrivs i artikeln Västra Göinge härad. De indelta soldaterna tillhörde Norra skånska infanteriregementet, Västra Göinge kompani.

## Geografi
Gumlösa socken ligger öster om Hässleholm kring Almaån i norr. Socknen är en odlingsbygd med skogsbygd i söder.

## Fornlämningar
Från brons- och järnåldern finns garvar och en treudd. En fornborg finns vid Hälleberga.

## Namnet
Namnet skrevs 1372 Gumlösä och kommer från kyrkbyn. Efterleden är lösa, 'glänta; äng'. Förleden har oklar tolkning..